# BMW M41
Il BMW M41 è il nome con cui viene indicato una gamma di motori diesel prodotti dal 1994 al 2000 dalla casa automobilistica tedesca BMW.

## Descrizione

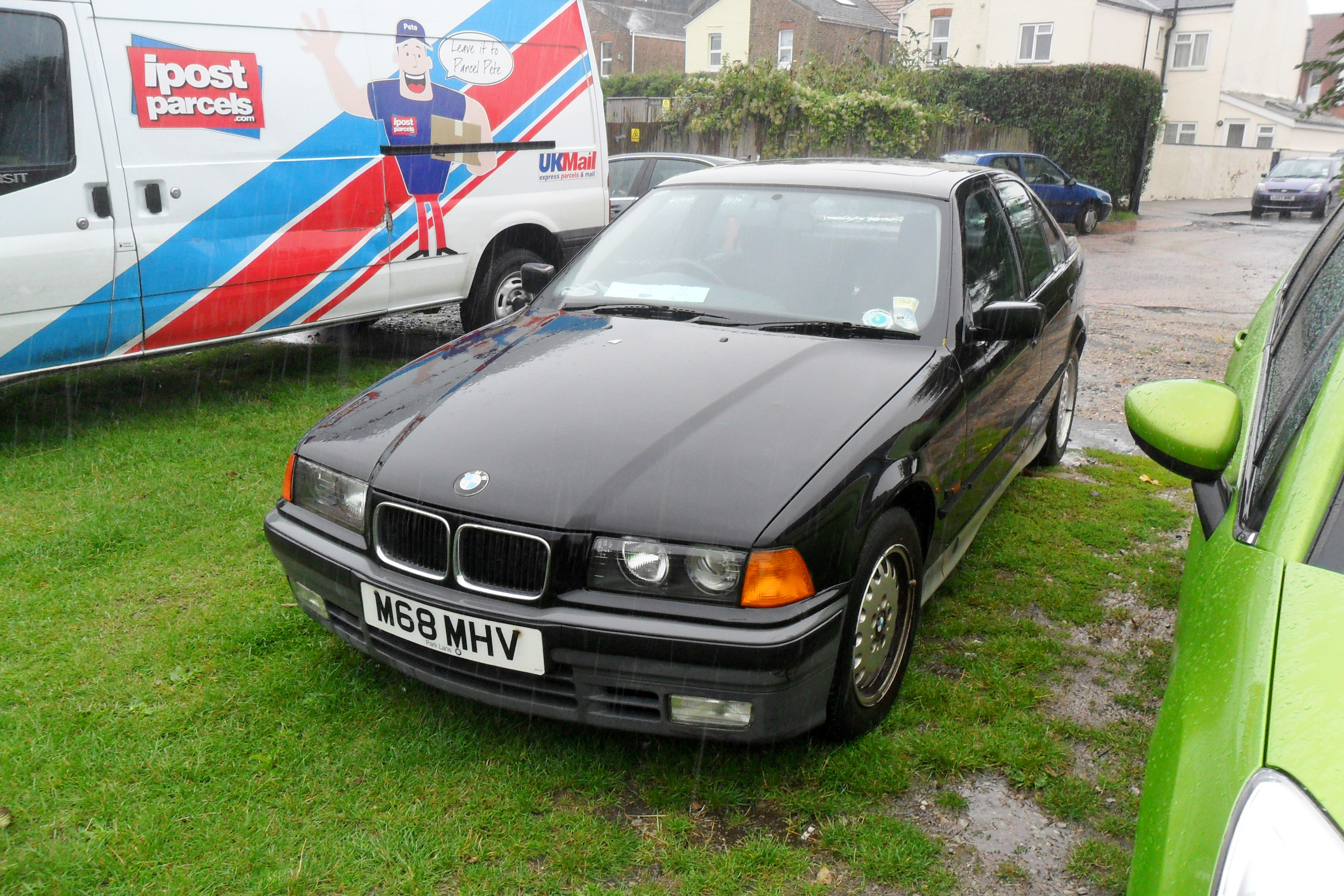
BMW E36 318 tds

Questo motore era un 4 cilindri in linea, che nella seconda metà degli anni novanta andò ad equipaggiare la BMW 318tds E36, nelle versioni berlina, station wagon e Compact. Derivato direttamente dall'unità M51, opportunamente privata di 2 cilindri, le sue misure di alesaggio e corsa erano di 80x82,8 mm, per una cilindrata complessiva di 1665 cm³. Si trattava quindi di un'unità da 1.7 litri, che condivideva il 56% della componentistica con la già citata unità M51 da 2.5 litri.
Alimentato ad iniezione indiretta, disponeva di un albero a camme in testa e di due valvole per cilindro. Grazie alla sovralimentazione mediante turbocompressore (corredato di intercooler), la potenza massima era di 90 CV a 4400 giri/min, con un picco di coppia motrice pari a 190 Nm a 2000 giri/min. Fu affiancato ed in seguito sostituito dal gruppo di motori M47.